# خورخي إدواردو رايت
خورخي إدواردو رايت (بالإسبانية: Jorge Eduardo Wright) هو أخصائي فطريات وعالم نبات أرجنتيني، ولد في 20 أبريل 1922 في بوينس آيرس في الأرجنتين، وتوفي في 4 يناير 2005.